# Richard Paul Pavlick
Richard Paul Pavlick (* 13. Februar 1887 in Belmont, New Hampshire; † 11. November 1975 in Manchester, New Hampshire) war ein pensionierter Postbeamter, der Ende 1960 versuchte, John F. Kennedy zu ermorden. Die Tat wurde damals vom Secret Service vertuscht und ist daher auch heute noch kaum bekannt.

## Privatleben
Über das Privatleben von Pavlick ist wenig bekannt. Er war nicht verheiratet und hatte keine Familie. Nachdem er jahrzehntelang für den United States Postal Service gearbeitet hatte, ging er in den 1950er Jahren in den Ruhestand. Bis dahin war er niemandem aufgefallen. Erst als Rentner fing er an, seltsame Dinge zu tun. In lokalen Versammlungen beschwerte er sich wütend darüber, dass die Flagge der Vereinigten Staaten häufig nicht in entsprechend würdevoller Weise gezeigt werde. Pavlick kritisierte auch die Regierung unter Präsident Eisenhower, hasste Katholiken und behauptete, das örtliche Wasserwerk würde das Trinkwasser seiner Stadt vergiften. In diesem Zusammenhang bedrohte er einmal den Leiter des Wasserwerks mit einer Schusswaffe.

## Plan zur Ermordung von Kennedy
Nachdem Kennedy bei der Präsidentschaftswahl in den Vereinigten Staaten 1960 seinen Gegner Richard Nixon geschlagen hatte, konzentrierte Pavlick seinen Hass auf Kennedy und meinte, Kennedys reicher Vater Joseph hätte seinem Sohn den Weg ins Weiße Haus freigekauft. Außerdem war John F. Kennedy der erste US-Präsident römisch-katholischen Glaubens.
Kennedy war noch nicht ins Amt eingeführt und trug Ende 1960 den Titel President-elect. Der damals schon 73-jährige Pavlick verließ seine Heimatstadt Belmont, lud seinen spärlichen Besitz in seinen PKW der Marke Buick Super und lebte fortan in Jugendherbergen und Motels. Er stalkte Kennedy, ohne dass dies zunächst als Bedrohung wahrgenommen wurde, weil Kennedy zahlreiche Verehrer hatte, die ihm nahe sein wollten. Pavlick fotografierte Kennedys Anwesen in Hyannis Port und schrieb mehrere Postkarten an den Postvorsteher Thomas Murphy seiner Heimatstadt, dass man bald „in großen Stil“ von ihm hören werde. Beim Vergleich der Poststempel auf den Karten fiel Murphy nach einiger Zeit auf, dass die Karten immer gerade von dort abgeschickt wurden, wo Kennedy sich aufhielt und er informierte die Polizei. Murphy wies auch darauf hin, dass Pavlick sich in der jüngsten Zeit seltsam verhalten habe.
Die Informationen wurden an den Secret Service weitergegeben, der für den Schutz von Kennedy zuständig war. Bei den dann angestellten Nachforschungen wurde auch festgestellt, dass Pavlick kürzlich sieben Stangen Dynamit gekauft hatte, welches damals in den USA in jedem Baumarkt frei verkäuflich war. Man musste nur seinen Führerschein vorzeigen und der Name wurde in eine Liste eingetragen. Den genauen Aufenthalt von Pavlick kannte man zu dieser Zeit nicht, so dass man ihn nicht persönlich befragen konnte. Für eine landesweite Fahndung reichten die Verdachtsmomente noch nicht aus.

## Attentatsversuch
Nachdem er erfahren hatte, dass Kennedy bald in Florida sein würde, legte Pavlick den weiten Weg von 2.400 km bis dorthin in seinem Auto zurück, obwohl es damals praktisch noch keine Interstate Highways wie heute gab. Die Fahrt muss also mehrere Tage gedauert haben. Am Sonntag, den 10. Dezember 1960 besuchte Kennedy die Messe in der St. Edwards Kirche in Palm Beach. Pavlick wartete vor der Kirche mit seinem Buick, in dessen Kofferraum das Dynamit war. Er hatte ein Kabel vom Kofferraum nach vorne gelegt und über einen Schalter mit dem Zigarettenanzünder verbunden. Somit konnte er die Detonation jederzeit auslösen. Als Pavlick jedoch neben Kennedy auch Jacqueline und die beiden kleinen Kinder Caroline Kennedy und John Jr. sah, ließ er von seinem Plan ab. Er sagte später, dass er die Frau und die Kinder nicht verletzen wollte.
Stattdessen betrat er die Kirche und versuchte, weit nach vorne in die Nähe von Kennedy zu kommen. Er wurde vom Secret Service zurückgehalten und nach hinten geschickt. Daraufhin verließ er die Kirche wieder und fuhr weg. Sein Nummernschild wurde von weiteren Leibwächtern notiert und zur Fahndung ausgeschrieben. Fünf Tage später wurde er von einem Motorradpolizisten gestoppt, als er in Palm Beach unterwegs war. Im Kofferraum wurde dabei das Dynamit gefunden.

## Untersuchung der Tat
Nach kurzem Leugnen gestand Pavlick seinen Mordversuch. Als der Secret Service das ganze Ausmaß der Tatvorbereitungen überblickte, war man erschrocken. Autobomben waren damals unbekannt. Auch hatte niemand mit einem Selbstmordattentäter gerechnet. Zwar kannten die US-Amerikaner schon Beispiele für Selbstmordattentate, wie etwa das Schulmassaker von Bath von 1927 oder die Kamikaze-Angriffe der Japaner im Zweiten Weltkrieg. Trotzdem war damals eine solche Tat wesentlich weniger im öffentlichen Bewusstsein, als nach dem 11. September 2001. Bisherige Attentate auf US-Präsidenten wurden stets in offener Konfrontation und mit Schusswaffen ausgetragen, wie z. B. bei Abraham Lincoln, James A. Garfield und William McKinley.
Da man Nachahmer befürchtete, wurde versucht, die Tat dem Fokus des öffentlichen Interesses zu entziehen und eine landesweite Berichterstattung möglichst zu verhindern. Es wurde bestritten, dass Pavlick überhaupt in die Nähe von Kennedy gekommen sei. Die Schlagzeilen wurden damals ohnehin beherrscht von der Flugzeugkollision von New York City, die am 16. Dezember 1960 insgesamt 134 Todesopfer forderte. Daher ist die Tat damals nicht weiter bekannt geworden.

## Späteres Leben
Am 27. Januar 1961 wurde Pavlick vom Gefängnis in eine Nervenheilanstalt in Springfield (Missouri) gebracht und sieben Wochen später wegen versuchten Mordes angeklagt. Er wurde für möglicherweise schuldunfähig befunden und weiterhin in die Nervenheilanstalt eingewiesen. Im August 1964 wurde die Anklage gegen Pavlick fallen gelassen. Er machte den Eindruck, dass er keine Gefahr für die Allgemeinheit wäre. Außerdem war Kennedy bereits im November 1963 von Lee Harvey Oswald ermordet worden. Trotzdem blieb Pavlick noch bis Dezember 1966 in der Klinik. Bei seiner Freilassung war Pavlick fast 80 Jahre alt und wurde einige Jahre später pflegebedürftig. Er starb im Alter von 88 am 11. November 1975 in einem Altersheim in Manchester, New Hampshire.

## Darstellung in der Fiktion
In einem hypothetischen Dokumentarspiel des Military Channel aus dem Jahre 2013 mit dem Titel What If...? Armageddon 1962 wurde der Frage nachgegangen, wie die Weltgeschichte verlaufen wäre, wenn Pavlick 1960 Erfolg gehabt hätte. Dann wäre schon im Januar 1961 Lyndon B. Johnson ins Präsidentenamt eingeführt worden. Es wird die These aufgestellt, dass Johnson während der Kubakrise nicht so besonnen reagiert hätte wie Kennedy. Zur Zeit der Kubakrise hatte die Sowjetunion noch keine derartige Überlegenheit gegenüber den USA in Bezug auf die Anzahl der Kernwaffen wie später in den 1970er und 1980er Jahren. Möglicherweise wäre Johnson dem Rat zahlreicher US-Militärs gefolgt und hätte einen Erstschlag gegen die Sowjetunion befohlen. Somit hätte die Tat von Pavlick – wenn sie erfolgreich gewesen wäre – die ganze Weltgeschichte beeinflussen können.